# Montmahoux
Cet article possède un paronyme, voir Montmachoux.
Montmahoux est une commune française située dans le département du Doubs, la région culturelle et historique de Franche-Comté et la région administrative Bourgogne-Franche-Comté.
Ses habitants sont les R'lavoux et R'lavouses.

## Géographie
Monmaour en 1259 ; Castrum Montis Majoris en 1272 ; Montmajor en 1276 ; Montmahou en 1475 ; Montmaou en 1542.
Sur une superficie totale de 652 hectares, 203 sont couverts de forêts. Le point culminant de la commune est le Mont Mahoux, à 823 mètres. Située au cœur des montagnes du Jura, la commune est distante de 8 km d’Amancey, 40 km de Besançon, 40 km de la Suisse.

### Climat
Pour des articles plus généraux, voir Climat de la Bourgogne-Franche-Comté et Climat du Doubs.
En 2010, le climat de la commune est de type climat de montagne, selon une étude du Centre national de la recherche scientifique s'appuyant sur une série de données couvrant la période 1971-2000. En 2020, Météo-France publie une typologie des climats de la France métropolitaine dans laquelle la commune est exposée à un climat semi-continental et est dans la région climatique Jura, caractérisée par une forte pluviométrie en toutes saisons (1 000 à 1 500 mm/an), des hivers rigoureux et un ensoleillement médiocre.
Pour la période 1971-2000, la température annuelle moyenne est de 8,3 °C, avec une amplitude thermique annuelle de 16,7 °C. Le cumul annuel moyen de précipitations est de 1 514 mm, avec 13,9 jours de précipitations en janvier et 10,2 jours en juillet. Pour la période 1991-2020, la température moyenne annuelle observée sur la station météorologique de Météo-France la plus proche, « Coulans », sur la commune d'Éternoz à 3 km à vol d'oiseau, est de 10,5 °C et le cumul annuel moyen de précipitations est de 1 259,2 mm. 
La température maximale relevée sur cette station est de 38,7 °C, atteinte le 24 août 2023 ; la température minimale est de −18,9 °C, atteinte le 20 décembre 2009,,.
Les paramètres climatiques de la commune ont été estimés pour le milieu du siècle (2041-2070) selon différents scénarios d'émission de gaz à effet de serre à partir des nouvelles projections climatiques de référence DRIAS-2020. Ils sont consultables sur un site dédié publié par Météo-France en novembre 2022.

## Urbanisme

### Typologie
Au 1er janvier 2024, Montmahoux est catégorisée commune rurale à habitat dispersé, selon la nouvelle grille communale de densité à 7 niveaux définie par l'Insee en 2022.
Elle est située hors unité urbaine. Par ailleurs la commune fait partie de l'aire d'attraction de Pontarlier, dont elle est une commune de la couronne,. Cette aire, qui regroupe 54 communes, est catégorisée dans les aires de moins de 50 000 habitants,.

### Occupation des sols
L'occupation des sols de la commune, telle qu'elle ressort de la base de données européenne d’occupation biophysique des sols Corine Land Cover (CLC), est marquée par l'importance des territoires agricoles (63 % en 2018), une proportion identique à celle de 1990 (63 %). La répartition détaillée en 2018 est la suivante : prairies (47,3 %), forêts (37 %), zones agricoles hétérogènes (15,6 %). L'évolution de l’occupation des sols de la commune et de ses infrastructures peut être observée sur les différentes représentations cartographiques du territoire : la carte de Cassini (XVIIIe siècle), la carte d'état-major (1820-1866) et les cartes ou photos aériennes de l'IGN pour la période actuelle (1950 à aujourd'hui).

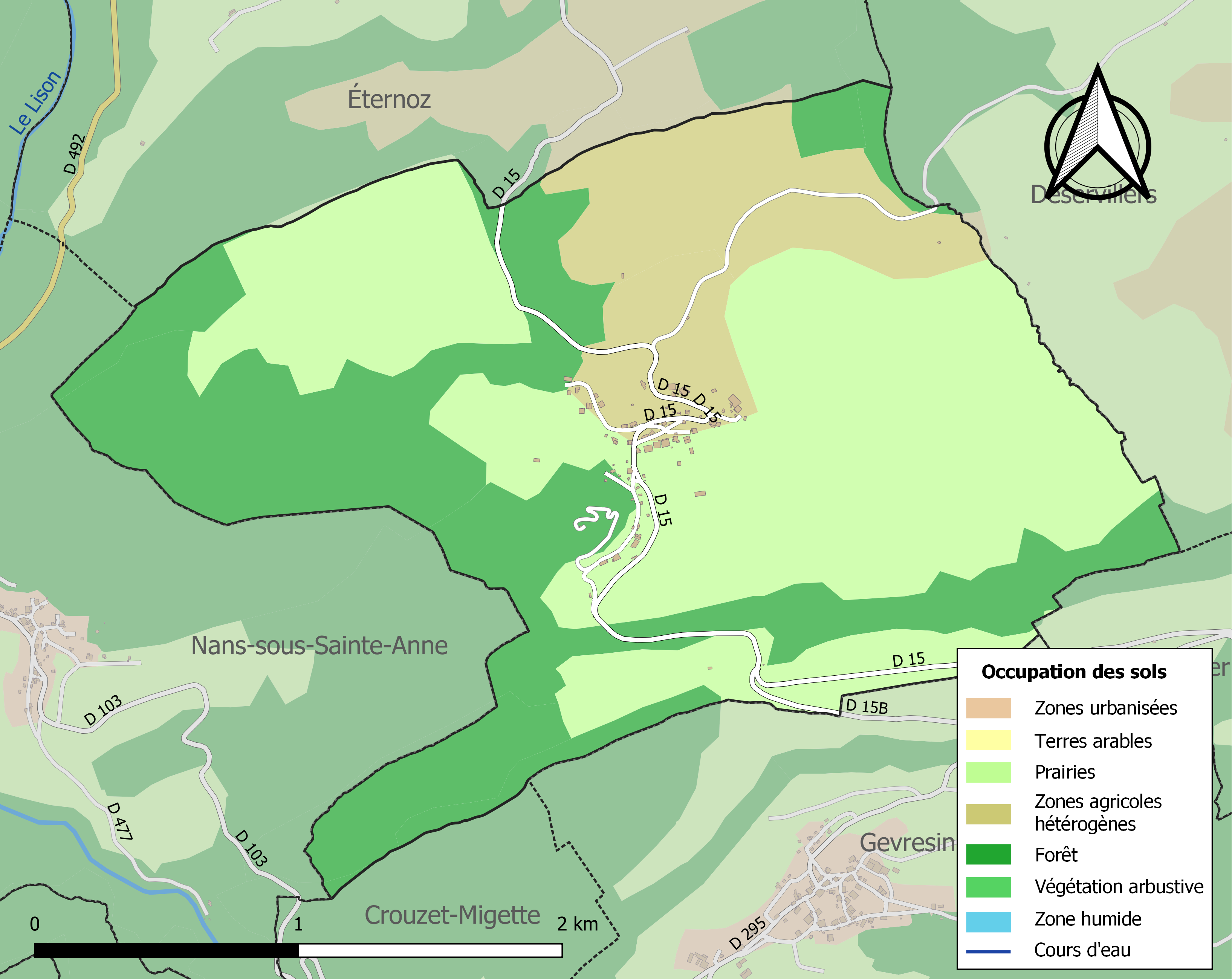
Carte des infrastructures et de l'occupation des sols de la commune en 2018 (CLC).

## Histoire
- 1259 : naissance du village grâce à Jean de Chalon, dit l'Antique, et achèvement de la construction du château
- 1262 : Montmahoux devient un bourg
- 1267 : Affranchissement du bourg par Jean Ier de Chalon
- 1268 : mort de Jean Ier de Chalon ; le château et la bourgade sont gérés par Jean Ier de Chalon-Arlay, fils du précédent
- 1301 : Montmahoux devient un village français
- 1480 : Louis XI lance ses troupes sur Montmahoux, le château de Montmahoux est en partie rasé, le village est sérieusement détruit
- 1530 : réhabilitation du village et fondation d'une église sous le vocable de saint Pons
- 1639 : reconstruction du village au pied de la butte, le château ne consistant plus qu'en quelques masures
- 1703 : terrible incendie qui frappe une importante partie du village

### Montmahoux dans la Description de la Franche-Comtéde 1552
Montmahoux et son château sont décrits par Gilbert Cousin dans sa Description de la Franche-Comté de 1552 : « A un jet de pierre de Sainte-Anne est Montmahoux, très vieux château sur une montagne élevée d'où l'on domine toute la Bourgogne avec une ville fortifiée qui porte le même nom mais dont les murailles sont à peu près en ruines. Le château même s'offre glorieusement de toutes parts à la vue des autres places fortes des deux Bourgognes, et il contemple d'un regard joyeux, plusieurs forteresses et plusieurs villages bien peuplés. Le climat y est très saint et le sol très fertile. »

### Héraldique
| Blason de Montmahoux | Blason  | De gueules à la bande d'or, au mont de sinople chargé d'une clef d'or et sommé d'une tour donjonnée d'argent, l'ensemble brochant sur le tout, la tour ouverte et ajourée de gueules, la porte munie de deux vantaux ouverts d'or laissant sortir un loup passant d'argent brochant dextre. |
| Blason de Montmahoux | Détails | Blason adopté à l'unanimité par délibération du Conseil municipal en date du 20 janvier 2006. |

### Données diverses
- Maison commune - 1840
- Fromagerie - 1840
- Électrification - 1926
- Adduction d’eau - 1974
- En 1876 : un cantonnier, une blanchisseuse, un tisserand, une couturière, une tailleuse, un fromager, une épicerie, un menuisier, un aubergiste.
- En 1921 : un menuisier, un cordonnier, un maçon, une scierie.

Familles existant en 1750
- Badoz
- Bulle
- Dubois
- Frachebois
- Frelet
- Garnier
- Gavignet
- Melin
- Messin
- Michel
- Saillard
- Tournier

### Toponymie
Évolution du nom du village :
- 1259 : Monmaour
- 1262 : Monmaour[16] ; Montmaour[16]
- 1267 : Monmaour[16]
- 1272 : Castrum Montis Majoris
- 1276 : Montmajor
- 1294 : Montmaour[17]
- 1475 : Montmahou
- 1542 : Montmaou
- 1767 : Montmahou[17]
- 1773 : Montmahoux[18]

La situation géographique du village de Montmahoux le situe entre les aires linguistiques des variétés d’oïl et des variétés de franco-provençal. La commune a d'abord été nommée Mon(t)maour (XIIIe siècle). Le nom actuel de la commune est attesté ainsi depuis 1552 mais deux formes semblent être en alternances (Montmahou, Montmahoux) du XVe à fin XVIIIe siècle.
Le nom de lieu Montmahoux possède deux composants lexicaux :
- fr. « mont » <  lat. montem (acc. sg. de mons) (FEW 6/3, 84, MONS)[19] ;
- afrcom. « mahou(x) » < afrcom. mahour  < lat.  maior (FEW 6/1, 57b, MAIOR)[20].

1. Évolution morpho-phonétique de l'étymon lat. montem > fr. mont : réduction du système casuel latin qui fait disparaitre -em ; amuïssement du /t/ en position finale mais maintien graphique -t ; nasalisation de la voyelle /o/ qui devient /ɔ̃/ notée -on[21],[22].
2. Évolution morpho-phonétique de l’étymon lat. maior > afrcom. mahour > afrcomt. mahou(x) : amuïssement du -i qui correspond à la consonne [j] en position intervocalique en latin ; ajout du -h pour marquer le hiatus à la suite de la disparition de la consonne ; la voyelle /o/ entravé devient /u/ notée -ou ; le -r final s'amuït ; le marqueur accentuel -x issu de la scripta franco-provençale (qui se développe en France au XVIe siècle) est ajouté en finale du terme "mahou"[23],[24],[21],[25].

L'agglutination de l'étymon lat. montem > fr. mont et de l’étymon lat. maior > afrcom. mahour > afrcomt. mahou(x) ont donné la forme Montmahou, à laquelle s'ajoute un -x en position finale par influence de la scripta franco-provençale pour donner le toponyme Montmahoux.
Le toponyme Montmahoux est donc un nom propre composé, formé d’un géomorphonyme du français mont n. m. « élévation naturelle détachée et isolée » (TLF) (du lat. mons = colline > montagne) et d’un adjectif de l'ancien franc-comtois mahou(x) (au sens lat. maior > major > majeur) « plus grand, plus important » (TLF),,

## Politique et administration
| Période                                  | Période                   | Identité                                        | Étiquette | Qualité |
| ---------------------------------------- | ------------------------- | ----------------------------------------------- | --------- | ------- |
| 1995                                     | 2001                      | René Boucard                                    |           |         |
| 2001                                     | En cours (au 31 mai 2020) | Vincent Marguet, Réélu pour le mandat 2020-2026 | UMP-LR    | Employé |
| Les données manquantes sont à compléter. |                           |                                                 |           |         |

## Démographie
L'évolution du nombre d'habitants est connue à travers les recensements de la population effectués dans la commune depuis 1793. Pour les communes de moins de 10 000 habitants, une enquête de recensement portant sur toute la population est réalisée tous les cinq ans, les populations de référence des années intermédiaires étant quant à elles estimées par interpolation ou extrapolation. Pour la commune, le premier recensement exhaustif entrant dans le cadre du nouveau dispositif a été réalisé en 2006.

En 2022, la commune comptait 91 habitants, en évolution de −3,19 % par rapport à 2016 (Doubs : +1,88 %, France hors Mayotte : +2,11 %).
| 1793 | 1800 | 1806 | 1821 | 1831 | 1836 | 1841 | 1846 | 1851 |
| ---- | ---- | ---- | ---- | ---- | ---- | ---- | ---- | ---- |
| 241  | 218  | 255  | 251  | 287  | 270  | 288  | 269  | 283  |

| 1856 | 1861 | 1866 | 1872 | 1876 | 1881 | 1886 | 1891 | 1896 |
| ---- | ---- | ---- | ---- | ---- | ---- | ---- | ---- | ---- |
| 259  | 264  | 273  | 228  | 215  | 202  | 199  | 180  | 178  |

| 1901 | 1906 | 1911 | 1921 | 1926 | 1931 | 1936 | 1946 | 1954 |
| ---- | ---- | ---- | ---- | ---- | ---- | ---- | ---- | ---- |
| 167  | 161  | 160  | 159  | 160  | 147  | 131  | 134  | 115  |

| 1962 | 1968 | 1975 | 1982 | 1990 | 1999 | 2006 | 2011 | 2016 |
| ---- | ---- | ---- | ---- | ---- | ---- | ---- | ---- | ---- |
| 122  | 106  | 95   | 76   | 80   | 67   | 71   | 102  | 94   |

| 2021 | 2022 | - | - | - | - | - | - | - |
| ---- | ---- | - | - | - | - | - | - | - |
| 91   | 91   | - | - | - | - | - | - | - |

### Surnom de la population
R'lavoux est le  nom des habitants (gentilé) de Montmahoux (Doubs). R'lavoux avait à l'origine un sens péjoratif. Cela signifiait « Celui qui relave dans les assiettes des autres ». Pas très flatteur mais cela est resté et, au fil du temps, cette connotation péjorative du nom est devenue un usage courant et a perdu tout son sens péjoratif.
R'lavoux est un mot patois qui signifie « Relaveur ». À propos de la signification de ce nom, plusieurs hypothèses sont avancées : Charles Beauquier rappelle que le r'lavou peut désigner la planche sur laquelle les femmes lavaient le linge à la fontaine. Au figuré, r'lavou se dit d'un homme qui se lave, c'est-à-dire qui laisse son bien partir à l'eau, qui se ruine. Or, beaucoup de villageois de Montmahoux étaient autrefois de condition très modeste : par conséquent, le surnom de R'lavou aurait servi à railler la pauvreté des villageois.
Une autre interprétation est aussi avancée : à l'origine, les R'lavoux seraient « ceux qui relavent dans les assiettes des autres ». Cependant la seconde explication proposée par M. Beauquier semble la plus satisfaisante : le r'lavou (« relaveur ») est celui qui lave le beurre ou le fromage ; ce serait donc un sobriquet lié à l'activité laitière du village (en 1856, il y avait deux fromageries, regroupant 35 sociétaires et exportant à Lyon l'essentiel de leur production).

## Lieux et monuments

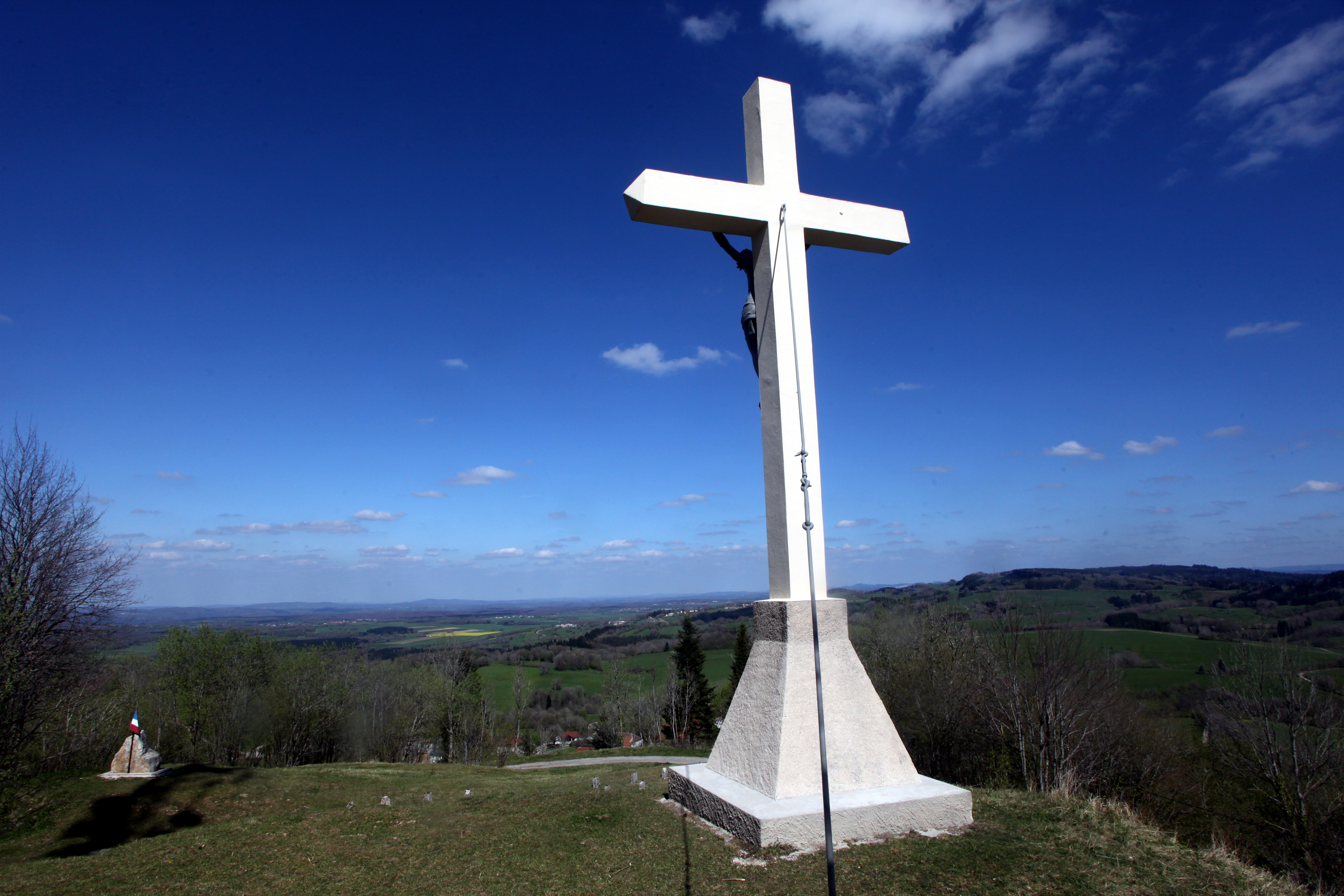
La croix monumentale.

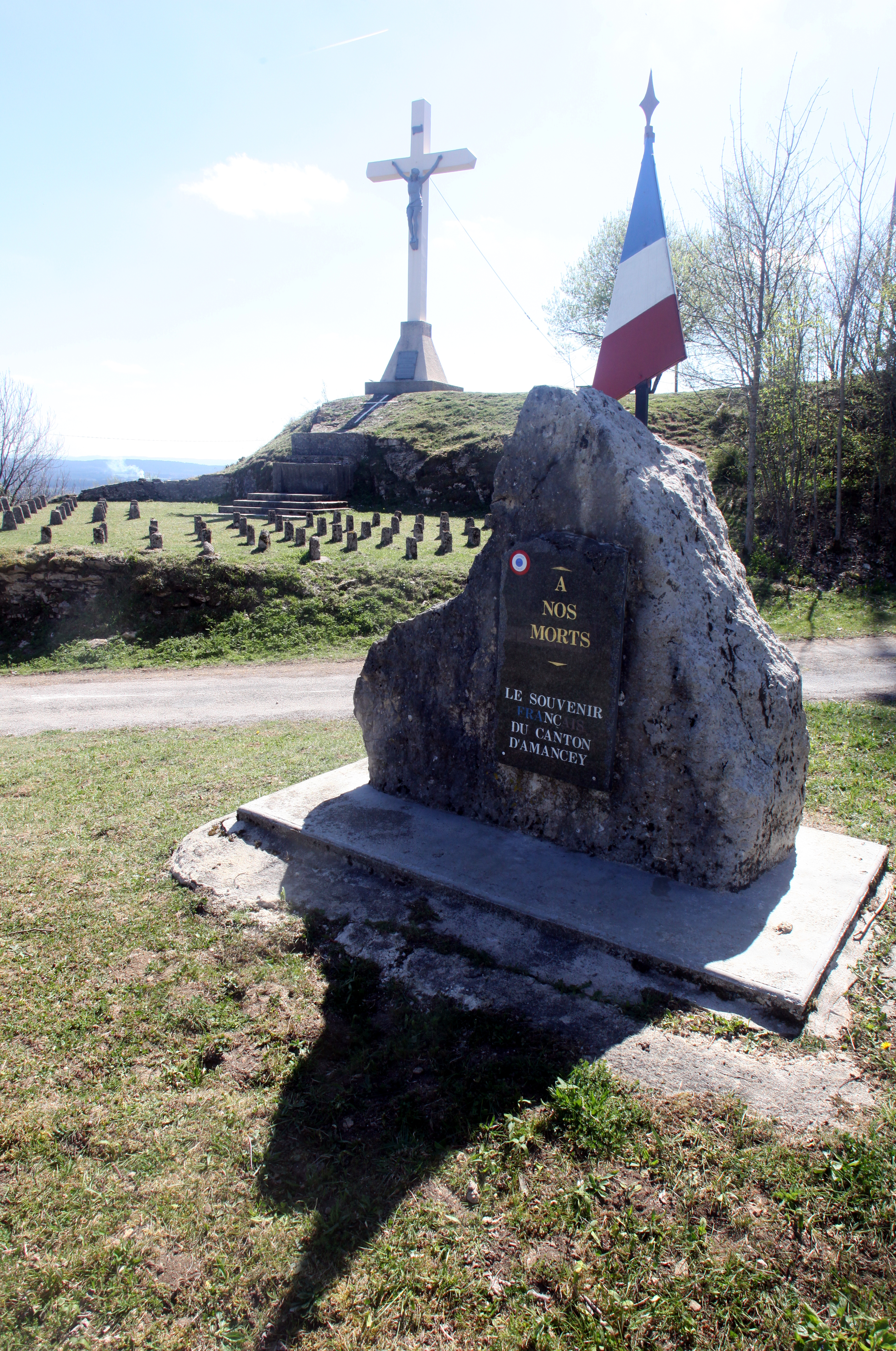
La stèle.

- La croix
La croix qui trône au haut du mont a été érigée en juin 1914 en souvenir du jubilé constantinien célébré l'année précédente par l'église. C'est le comte Gabriel de Montrichard, qui, très généreusement, offrit cette imposante croix (plusieurs mètres de haut) au village. La population de Montmahoux a, quant à elle, participé à sa mise en place. Cette croix, tournée vers la majeure partie des villages du canton d’Amancey tout en les dominant, a été érigée en souvenir du jubilé constantinien de 1913. Une plaque a été apposée sur le socle de la croix. On peut y lire nettement ceci :

« IN CRUCE SALUS » (Imitation de J.-C., Liv. II, Ch. 12)
EN SOUVENIR DU JUBILE CONSTANTINIEN DE 1913 LE CANTON D’AMANCEY AU CHRIST-ROI
ERIGE EN Juin 1914 PAR LA GENEROSITE DE Mr LE COMTE GABRIEL DE MONTRICHARD ET AVEC LA COLLABORATION DEVOUEE DE TOUTE LA POPULATION DE MONTMAHOUX
BENI SOLENNELLEMENT LE 5 septembre 1920
Si cette croix a été bénie seulement le 5 septembre 1920, c'est en raison de la guerre. Ce n’est qu’à partir de cette date que la croix devient un lieu de pèlerinage célébrant la Sainte-Croix, le 14 septembre. Ce pèlerinage disparaîtra peu à peu durant les années 1970.
- La stèle
Une stèle, en hommage aux morts durant la guerre, a été mise en place en haut du mont par le Souvenir français. Elle a été placée dans le même sens que la croix pour un même but : être tournée vers un maximum de villages du canton d’Amancey tout en les « dominant ». Cette stèle se présente sous la forme d'une pierre d'environ 1 m de haut avec une plaque apposée contre elle. On peut lire les inscriptions suivantes sur cette plaque :

texte = « A NOS MORTS »
auteur = LE SOUVENIR FRANÇAIS DU CANTON D'AMANCEY
- Le mont Mahoux
Le mont Mahoux est le symbole du village. D'un point de vue historique tout d'abord puisque c'est à son sommet que Jean de Châlon décide d'y bâtir un château fort grâce à sa position stratégique (garde des « routes du sel », panorama exceptionnel pour surveiller une vaste partie de son territoire…).

D'un point de vue touristique par ailleurs, puisque Montmahoux offre un panorama exceptionnel s'étendant jusqu’au « mont Blanc » ! D'un point de vue humain finalement, puisque cette butte est un symbole identitaire indéniable pour chacun des R’lavoux. Il est porteur d’histoires personnelles ou collectives, de légendes et autres mythes…

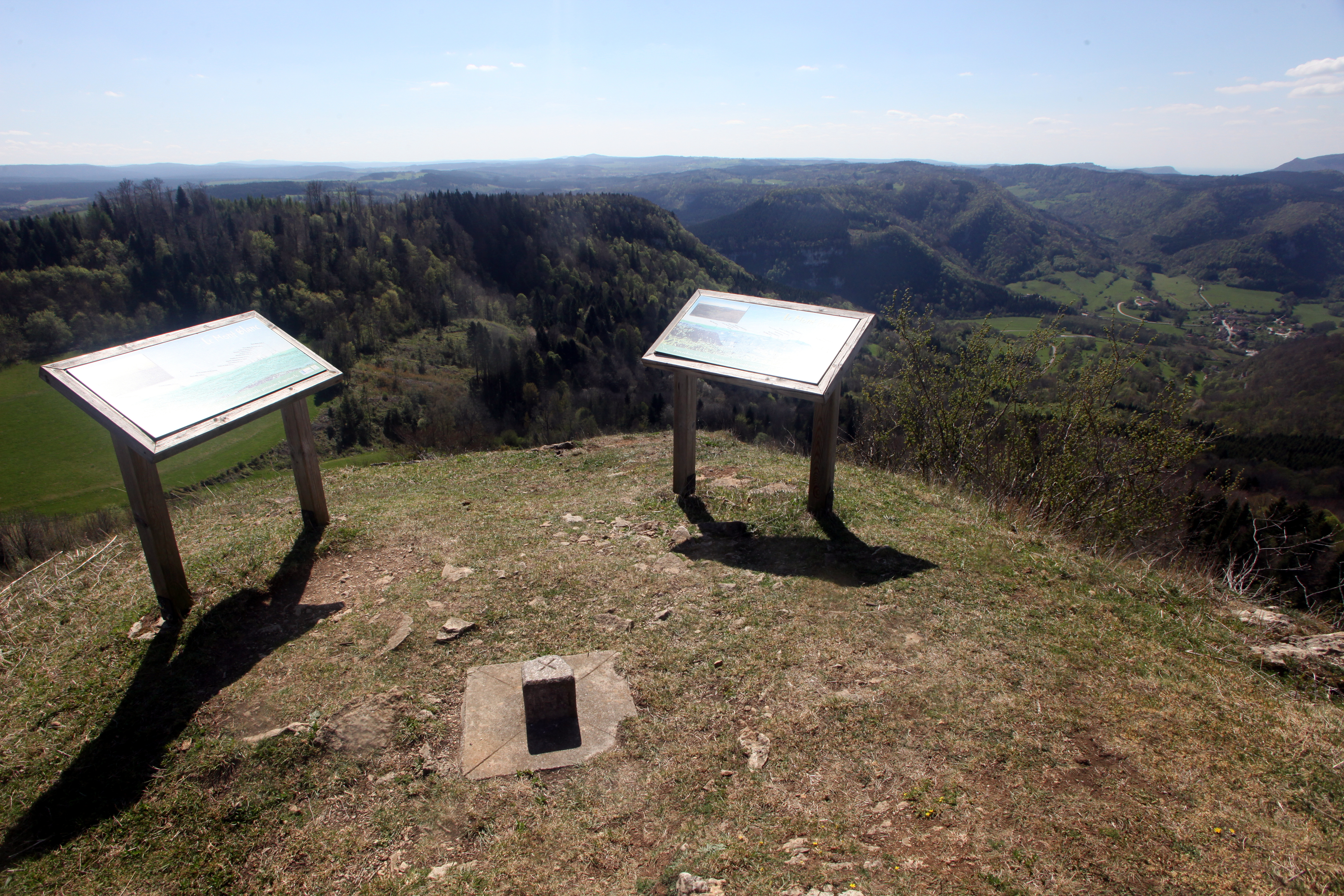
Tables d'orientation.
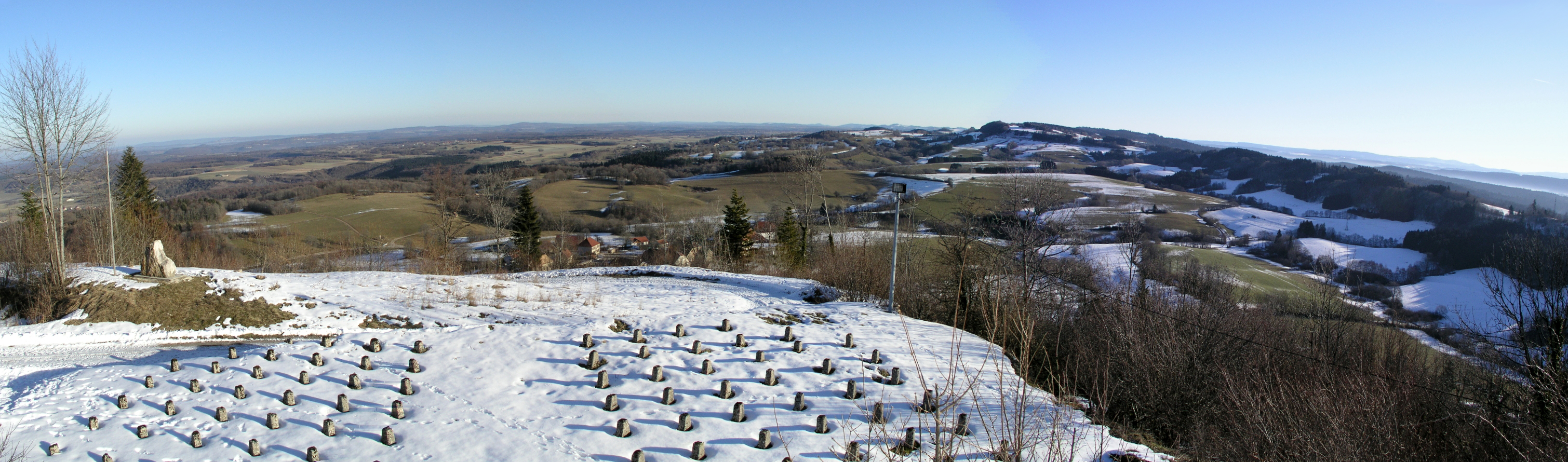
Vue panoramique depuis le belvédère du mont Mahoux.
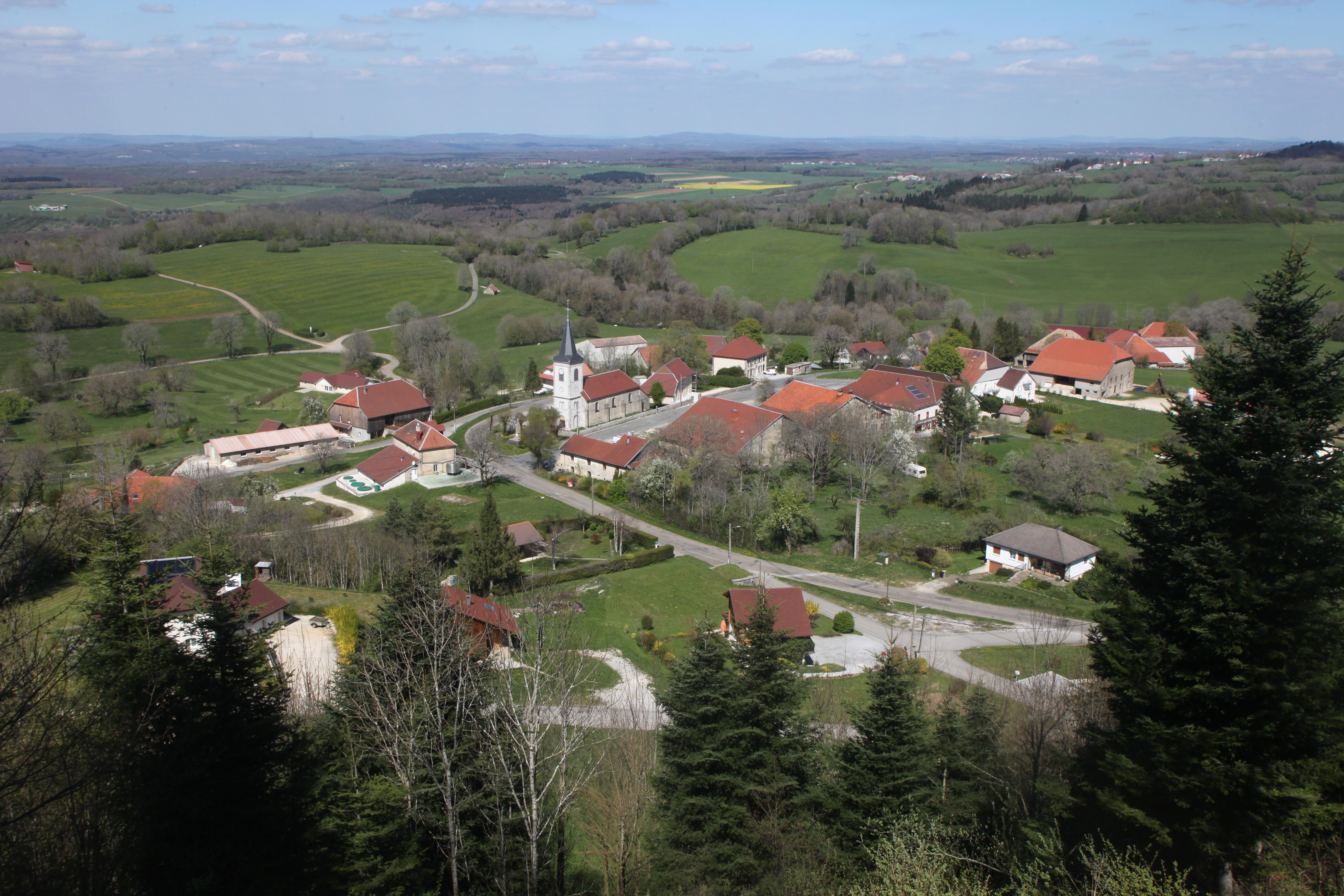
Vue du village.

- L'église Saint-Point

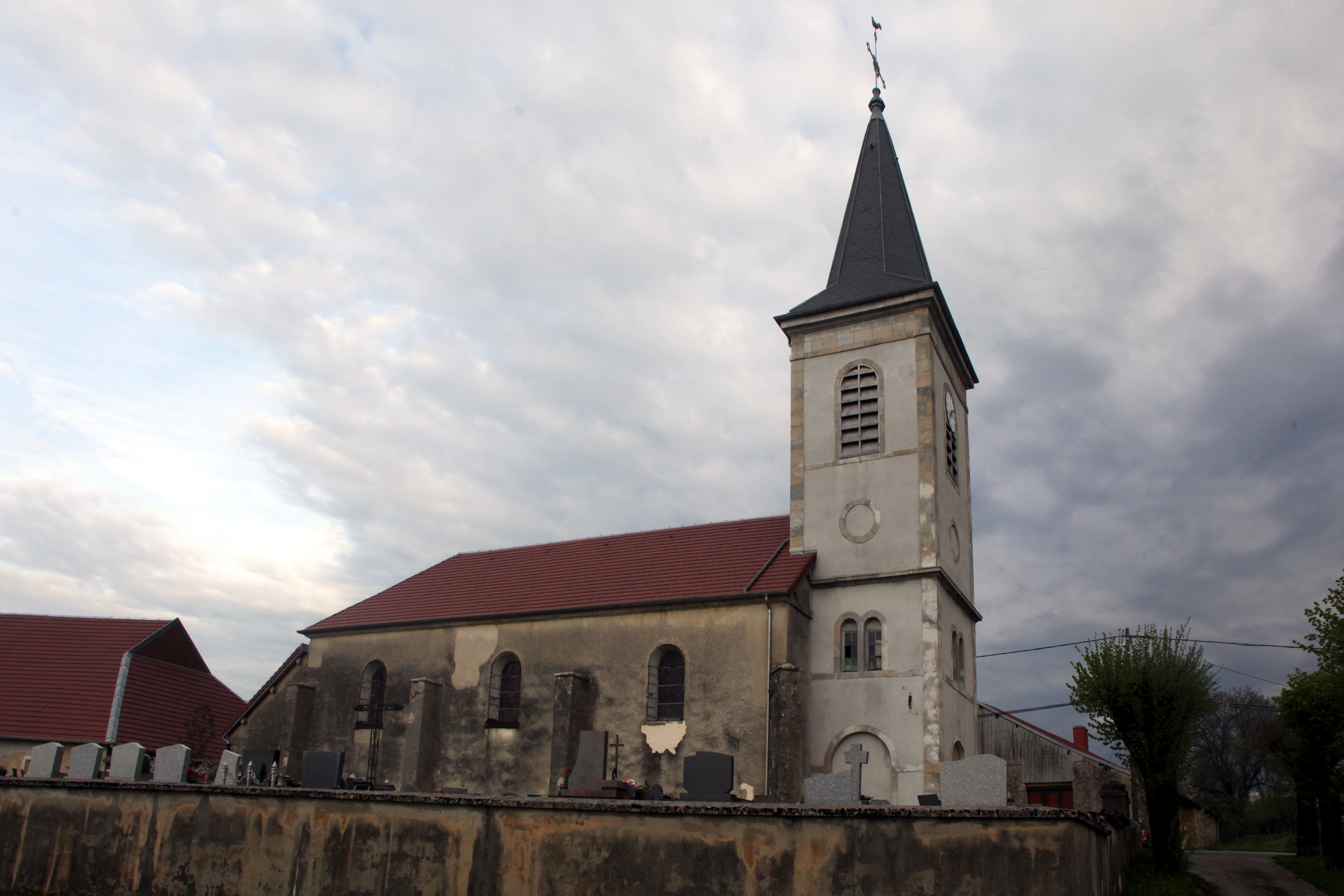
Église.
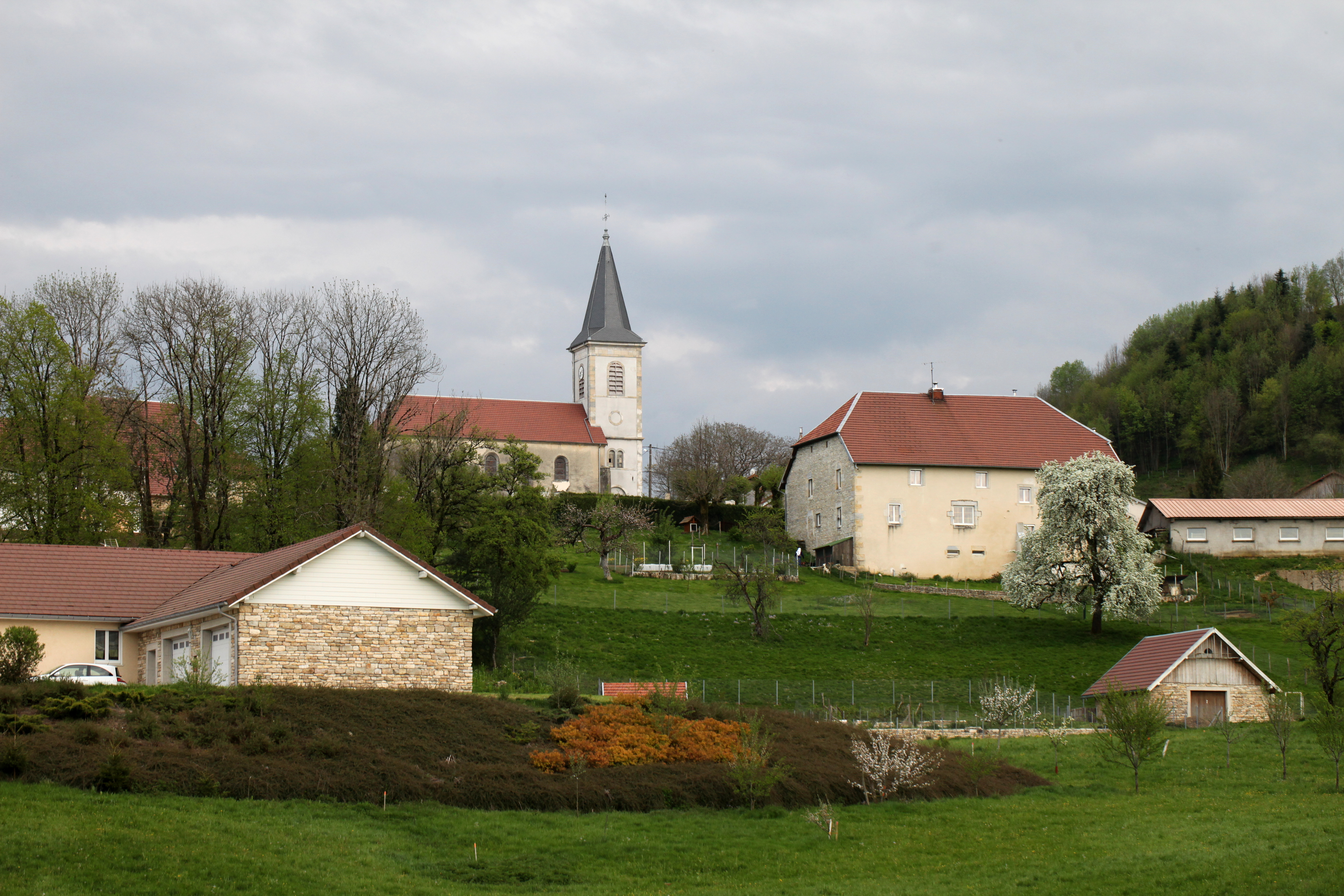
Vue du village.
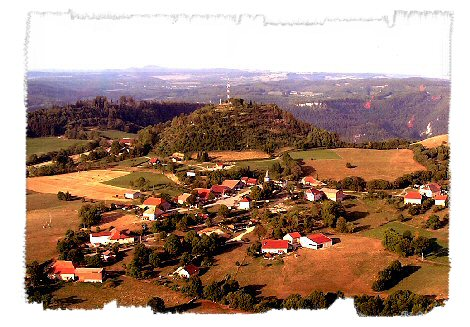
Vue aérienne.
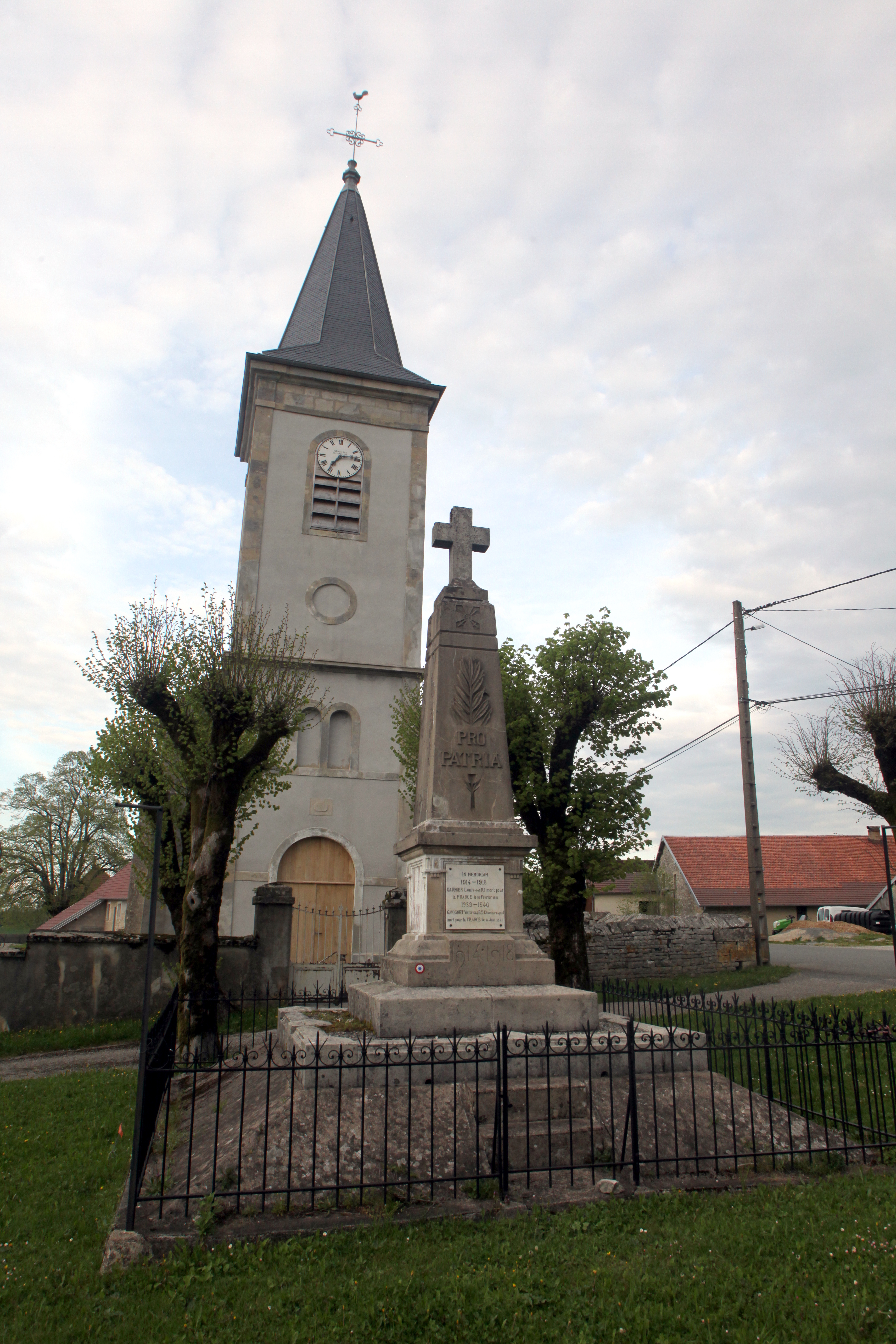
Monument aux morts.